# Нора (ураган, 2021)
Ураган «Нора» (англ. Hurricane Nora) — великий тропічний циклон, який обрушився на південну частину Мексики, а потім торкнувся Нижньої Каліфорнії. Чотирнадцятий названий шторм та п'ятий ураган сезону ураганів у Тихому океані 2021 року.

## Метеорологічна історія

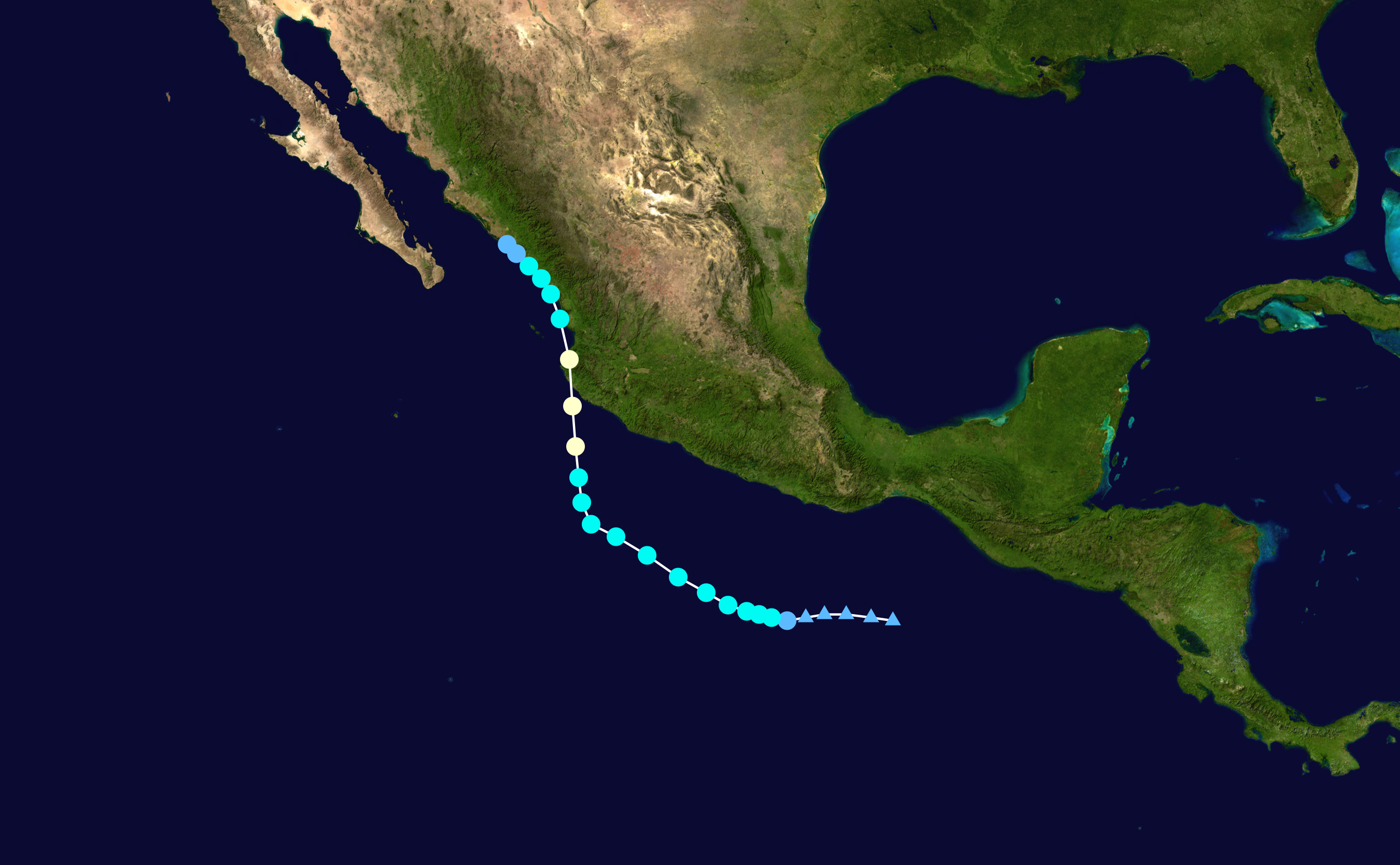
Траєкторія руху і інтенсивності Урагану Нора

До 15:00 за всесвітнім координованим часом 19 серпня Національний центр ураганів (NHC) вперше вказав на можливий розвиток області низького тиску на південь від узбережжя Мексики, що дає 20% ймовірність її утворення в наступні п'ять днів. Агентство додатково підвищило можливість виникнення інтенсифікації системи до «середньої» наступного дня, перш ніж ці прогнози остаточно виправдалися. 22 серпня, коли у вказаному районі сформувалася область з порушеною погодою, хоча грози були дезорганізовані. Дані скаттерометра від 25 серпня показали, що через цю особливість утворилася чітко визначена, але невелика область циркуляції, при цьому NHC визначив обурення, що все ще розвивається, як тропічну депресію о 21:00 UTC. 25 серпня Чотирнадцять-Є управлялася периферією південного хребта середнього рівня над південно-центральною частиною Сполучених Штатів на захід, при цьому перебуваючи в середовищі, сприятливому для інтенсифікації, якому перешкоджав зсув північно-східного вітру. Тієї ночі депресія стала дезорганізованою, і її конвекція була розташована на північному заході через зсув, про що свідчать супутникові та мікрохвильові зображення.
Рано наступного дня конвекція депресії збільшилася біля її центральних смуг, перш ніж NHC додатково модернізував систему до тропічного шторму о 15:00 за всесвітнім координованим часом того дня, отримавши ім'я Нора, згідно з оцінками даних від Спеціальний датчик мікрохвильового тепловізора / ехолота (SSMIS) . У той час система також трохи повернула на захід-північний захід. 28 серпня, об 11:00 за всесвітнім координованим часом, Нора посилилася, перетворившись на ураган 1-ї категорії, оскільки внутрішня структура його ядра стала ще більш вираженою з утворенням нижньої стіни для очей.

## Підготовка

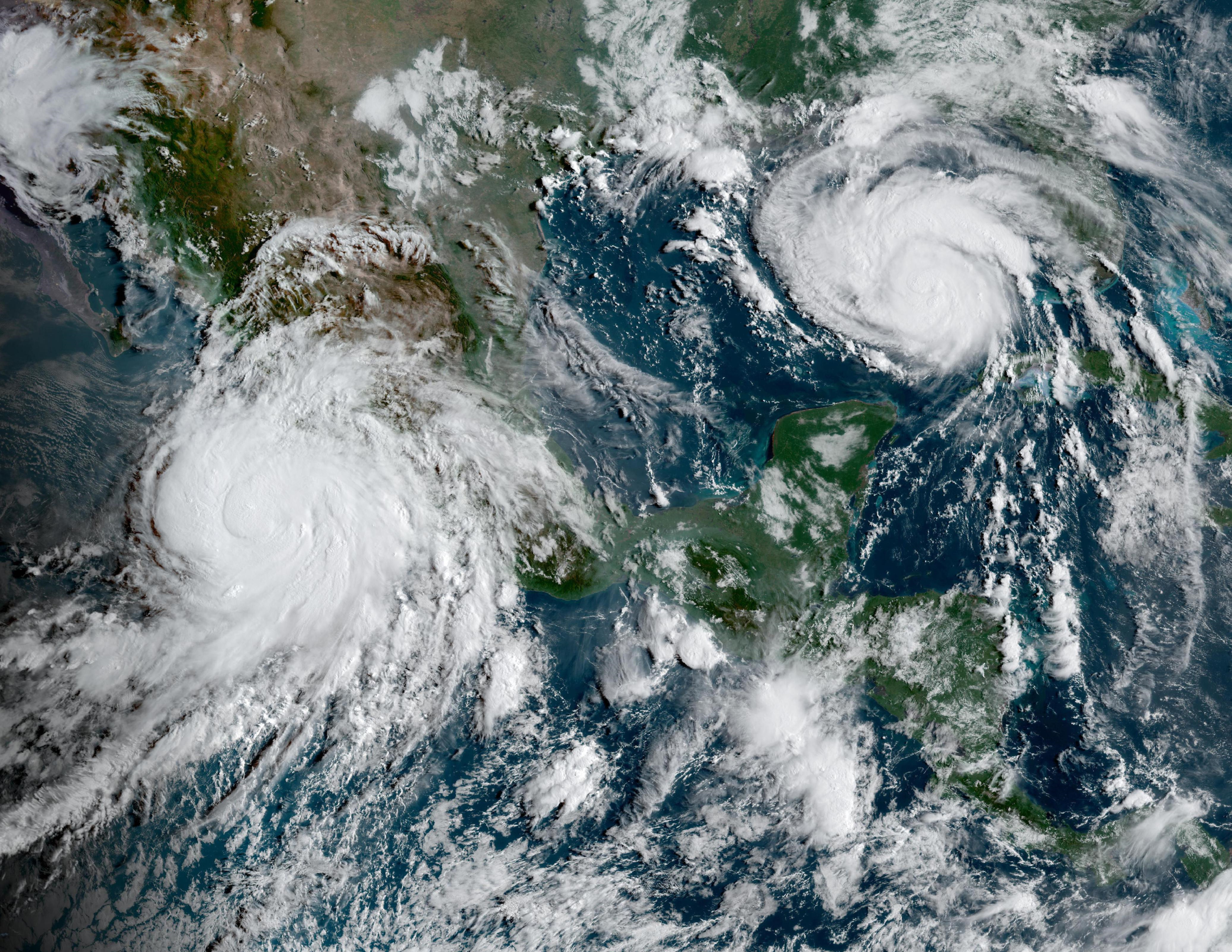
Зроблено на GOES-16 у суботу, 28 серпня о 14:00 (UTC), ураган Нора (ліворуч) і Ураган Іда (праворуч)

30 серпня Національний центр ураганів оголосив попередження про ураган від Сан-Блас, Наяріт, до Альтати, Сіналоа. В Альтаті для Тополобампо було випущено попередження про тропічний шторм, також попередження було оголошено про тропічний шторм у Кабо-Сан-Лукас та Ла-Пас, Південна Нижня Каліфорнія.
Servicio Meteorológico Nacional закликав надзвичайну обережність у штатах Колима, Мічоакан, Герреро, Оахака та Халіско. Місцевим жителям рекомендувалося залишити свої будинки з низинних ділянок, на які можуть вплинути високі хвилі, та переміщатися до безпечних зон, визначених владою.

## Наслідки
Сильні дощі пройшли на західному узбережжі Мексики, 300 мм (12 дюймів) були зареєстровані в прибережних регіонах Герреро, Колима, Мічоакан, Халіско, Наяріт і Сіналоа. Пікова кількість опадів 523 мм (20,6 дюйма) сталася у Мельчор-Окампо, Мічоакан. Всього 444,8 мм (17,51 дюйма) дощу зареєстровано в Хосе Марія Морелос-і-Павон, Мічоакан, та 421,2 мм (16,58 дюйма) було зареєстровано в Observatorio de Mazatlán, Сіналоа. Внаслідок урагану постраждали 44 муніципалітети, і близько 355 000 людей залишилися без електрики. 30 річок Мексики вийшли з берегів через повінь.  Усього загинули троє людей, а збитки оцінюються в 125 мільйонів доларів США.
У Чьяпасі тіло військовослужбовця мексиканських ВПС було пізніше знайдено після того, як його забрало сильною течією. Серйозні руйнування сталися у Халіско. У Пуерто-Валларті міст обрушився в річку Куалі, і будівлі біля річки було пошкоджено. Через розлив річок, що падають дерев, ліній електропередач і зсувів, що обрушилися, була закрита автомагістраль Гвадалахара — Коліма і державна автомагістраль Ель-Грулло-Сьюдад-Гусман. Під час обвалу одна людина впала в яр глибиною 120 м (390 футів) і постраждали ще двоє. Будівельник також загинув внаслідок зсуву на дорозі, що сполучає Сьюдад-Гусман та Сан-Габріель. Річка Арройо-ель-Педрегаль вийшла з берегів у Малаку, муніципалітет Чихуатлан, внаслідок чого було пошкоджено щонайменше 500 будинків. Двоє людей зникли безвісти у муніципалітеті. Баїя де Бандерас була евакуйована, оскільки рівень річки Амека продовжував підвищуватися, і Сан-Вісенте було створено тимчасовий притулок. Повідомлялося про перебої у подачі електроенергії у колишньому місті внаслідок обвалення ліній електропередач та стовпів. Внаслідок обвалення готелю загинула дитина, а ще одна людина зникла безвісти. У Сьюдад-Гусмані повінь з річки Лос-Вулканес затопила деякі міські райони. Уряд Мічоакана оголосив надзвичайний стан для муніципалітетів Артеага, Ласаро Карденас, Tumbiscatio, Aquila та Coahuayana після урагану Нора. Дорога, що веде до Уруапана, також обрушилася і була закрита владою. Зсуви також пошкодили шосе між Уруапаном та Ломбарді. Сели зробили дорогу до міста Морелію непрохідною. У порту Ласаро Карденас річка Акальпікан вийшла з берегів, спричинивши повінь 29 серпня. Надходили також повідомлення про інші повені, зсуви та падіння дерев у Мічоакані. У муніципальному районі Артеага розлилася річка Тоскано, внаслідок чого потік потягнув кілька автомобілів. Було пошкоджено кілька будинків та підприємств.